# Fusil Arisaka Type I
Le fusil à verrou Arisaka Type  "I" fut produit par l'Italie fasciste pour le Japon dans le cadre de l'Axe Rome-Berlin-Tokyo. 
Il s'agit d'un fusil Arisaka Type 38 muni d'une culasse empruntée au fusil Carcano.

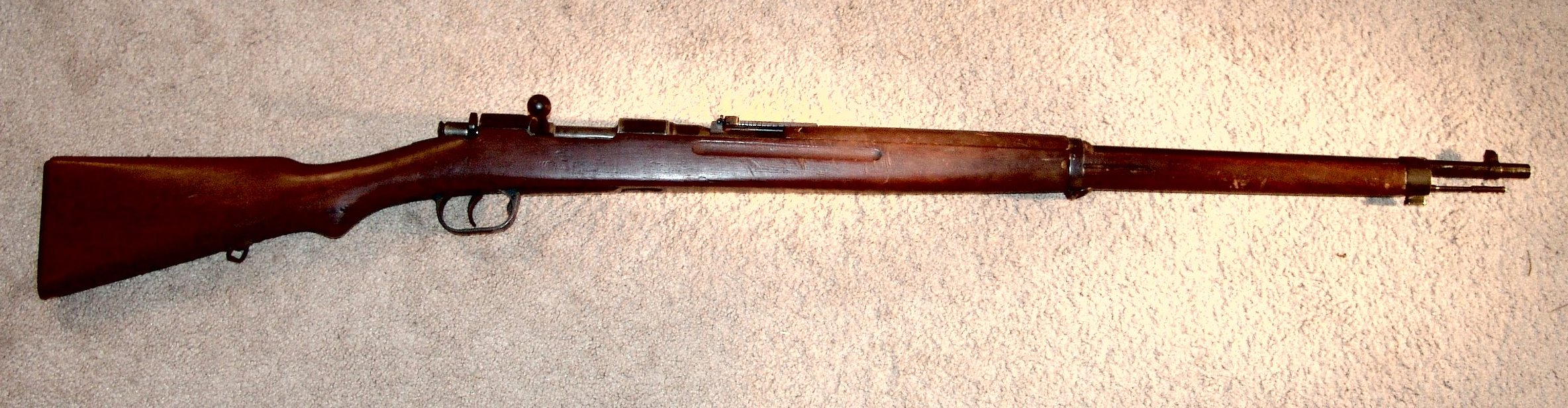